# Élections législatives de 2017 dans la Haute-Vienne
Les élections législatives françaises de 2017 se dérouleront les 11 et 18 juin 2017. Dans le département de la Haute-Vienne, trois députés sont à élire dans le cadre de trois circonscriptions.

## Élus
| Circonscription                                 | Député sortant      | Parti | Parti | Député élu ou réélu      | Parti | Parti |
| ----------------------------------------------- | ------------------- | ----- | ----- | ------------------------ | ----- | ----- |
| 1re                                             | Alain Rodet*        |       | PS    | Sophie Beaudouin-Hubière |       | LREM  |
| 2e                                              | Daniel Boisserie*   |       | PS    | Jean-Baptiste Djebbari   |       | LREM  |
| 3e                                              | Catherine Beaubatie |       | PS    | Marie-Ange Magne         |       | LREM  |
| * député sortant ne se représentant pas en 2017 |                     |       |       |                          |       |       |

## Rappel des résultats départementaux des élections de 2012
| Parti          | Parti                             | Premier tour | Premier tour | Second tour | Second tour | Sièges |
| Parti          | Parti                             | Voix         | %            | Voix        | %           | Sièges |
| -------------- | --------------------------------- | ------------ | ------------ | ----------- | ----------- | ------ |
|                | Parti socialiste                  | 70 671       | 43,84        | 95 431      | 65,36       | 3      |
|                | Divers gauche dont MRC            | 7 947        | 4,93         |             |             | 0      |
|                | Europe Écologie Les Verts         | 5 389        | 3,34         | 0           |             |        |
|                | Majorité présidentielle           | 84 007       | 52,11        | 95 431      | 65,36       | 3      |
|                |                                   |              |              |             |             |        |
|                | Union pour un mouvement populaire | 21 014       | 13,04        | 50 570      | 34,64       | 0      |
|                | Parti radical                     | 12 501       | 7,76         |             |             | 0      |
|                | Divers droite dont DLR et PCD     | 1 947        | 1,21         | 0           |             |        |
|                | Droite parlementaire              | 35 462       | 22,00        | 50 570      | 34,64       | 0      |
|                |                                   |              |              |             |             |        |
|                | Front national                    | 19 611       | 12,17        |             |             | 0      |
|                | Front de gauche                   | 16 797       | 10,42        | 0           |             |        |
|                | Mouvement démocrate               | 2 955        | 1,83         | 0           |             |        |
|                | Divers écologiste dont AÉI        | 1 258        | 0,78         | 0           |             |        |
|                | Extrême gauche dont LO            | 1 107        | 0,69         | 0           |             |        |
|                |                                   |              |              |             |             |        |
| Inscrits       | Inscrits                          | 264 857      | 100,00       | 264 836     | 100,00      | 3      |
| Abstentions    | Abstentions                       | 99 925       | 37,73        | 108 870     | 41,11       |        |
| Votants        | Votants                           | 164 932      | 62,27        | 155 966     | 58,89       |        |
| Blancs et nuls | Blancs et nuls                    | 3 735        | 2,26         | 9 965       | 6,39        |        |
| Exprimés       | Exprimés                          | 161 197      | 97,74        | 146 001     | 93,61       |        |

## Positionnement des partis
Sur les trois députés sortants, tous socialistes, deux ne se représentent pas. Alain Rodet, élu depuis 1981 — réélu en 1986, 1988, 1993, 1997, 2002, 2007 en 2012 — et Daniel Boisserie, élu depuis 1997 — réélu en 2002, 2007 et 2012 — Seule Catherine Beaubatie, dont c'était le premier mandat, se représente, dans la 3e circonscription.
Du côté de la nouvelle majorité municipale à Limoges, LR-UDI-MoDem, l'enjeu est de savoir si trois ans après le basculement historique de la « Rome du socialisme », les trois adjoints investis par la droite et le centre, peuvent confirmer, voire amplifier, la victoire des élections municipales de 2014. Sarah Gentil (LR), Vincent Léonie (UDI) et Guillaume Guérin (LR) sont investis. Tous les trois sont élus de la ville de Limoges et adjoints au maire, Émile-Roger Lombertie. Le PS désigne Laurent Lafaye premier secrétaire fédéral du PS, comme candidat dans la 1re circonscription, Annick Morizio, suppléante du député PS sortant, dans la 2e circonscription et réinvestit Catherine Beaubatie dans la 3e circonscription. Pour Laurent Lafaye, après son échec aux sénatoriales en 2014 et son échec à ravir la présidence du conseil départemental de la Haute-Vienne, en 2015, c'est l'élection de la dernière chance....À la gauche de la gauche, La France insoumise et le Parti communiste français ne parviennent pas à s'entendre, pour désigner des candidats communs. Le PCF et l'Alternative démocratie socialisme (ADS), une formation politique locale, formée par d'anciens membres du PCF, se mettent néanmoins d'accord. Francis Daulias, ex-élu communiste de Limoges est candidat dans la 1re circonscription, Isabelle Couturier, élue communiste de Bessines-sur-Gartempe dans la 3e circonscription et Pierre Allard, maire ADS de Saint-Junien et conseiller départemental de ce canton, dans la 2e circonscription. La France insoumise, soutenue localement par Ensemble !, désigne Danielle Soury, élue du Front de gauche à Limoges dans la 1re circonscription et deux militants, sans mandat, Hubert Hurard et Pierre-Edouard Pialat, ancien candidat aux départementales en 2015, sur les deux autres. Le Front national désigne le chef de file de ses élus à Limoges et sa sœur, dans la 1re circonscription et la 3e circonscription, à savoir Nathalie et Vincent Gérard. La République en marche désigne en dernier ses candidats. Deux d'entre eux n'ayant pas été présents pendant la campagne présidentielle d'Emmanuel Macron, cela provoque un début de polémique avec des déclarations amères et critiques du délégué local du parti, Stéphane Bobin. Le 16 mai 1017, il fait une conférence de presse, où il annonce sa démission. Démission qui sera refusée par le national. Les candidats sont des nouveaux venus, tels Sophie Beaudouin-Hubière, 44 ans, dans la 1re circonscription, Jean-Baptiste Djebbari, dans la 2e circonscription, 35 ans. Sur la dans la 3e circonscription, c'est Marie-Ange Magne, une jeune femme de 29 ans, qui avait été candidate PRG sur la liste d'Alain Rodet aux municipales à Limoges, en 2014, qui est investie. EELV, quant à lui, ne fait pas le choix du renouvellement, présentant trois hommes, tous au moins quinquagénaires, dont deux exercent un mandat électoral. Jean-Louis Pagès, conseiller régional de Nouvelle Aquitaine, ancien conseiller municipal de Limoges (2001-2008) dans la 1re circonscription, Lucien Coindeau, adjoint au maire de St-Junien, depuis 2001, dans la 2e circonscription.

## Résultats

### Analyse
Au premier tour des législatives, le recul du Parti socialiste est considérable, inédit. Dans la 1re circonscription, socialiste depuis quasiment toujours (sauf de 1973 à 1981 où elle fut communiste) le recul du candidat socialiste est de −37,82 points, passant de 49,31 % pour Alain Rodet à 11,49 % des suffrages exprimés pour Laurent Lafaye. Soit une perte de 77 % du potentiel électoral socialiste. Dans la deuxième, Annick Morizio, ex-militante écologiste devenue fraîchement socialiste, fait fondre le score de Daniel Boisserie de −37,23 points, passant de 47,96 % à 10,73 %. Soit une perte de 78 % du potentiel électoral socialiste. Dans la 3e circonscription, Catherine Beaubatie résiste beaucoup mieux, mais elle se représente, contrairement aux deux autres, passant de 33,58 % à 12,84 %. Le recul n'est que de −20,76 points. Soit une perte de 62 % du potentiel électoral socialiste. Laurent Lafaye et Catherine Beaubatie n'arrivent qu'en quatrième position, Annick Morizio en cinquième, alors que les trois précédents candidats socialistes étaient en tête en 2012.
Le succès des candidats de la gauche de la gauche est patent, le FDG, le PCF & l'ADS totalisant 20,23 % des voix en 2017, contre 10,42 % en 2012. On peut considérer qu'ils captent entre un quart et un tiers du vote socialiste de 2012.

### Résultats à l'échelle du département
|                                                  |                                      |                           |                           |                          |                          |
|                                                  |                                      | Premier tour 11 juin 2017 | Premier tour 11 juin 2017 | Second tour 18 juin 2017 | Second tour 18 juin 2017 |
|                                                  |                                      |                           |                           |                          |                          |
|                                                  |                                      | Nombre                    | % des inscrits            | Nombre                   | % des inscrits           |
| Inscrits                                         | Inscrits                             | 265 251                   | 100,00                    | 265 262                  | 100,00                   |
| Abstentions                                      | Abstentions                          | 116 264                   | 43,83                     | 134 561                  | 50,73                    |
| Votants                                          | Votants                              | 148 987                   | 56,17                     | 130 701                  | 49,27                    |
|                                                  |                                      |                           | % des votants             |                          | % des votants            |
| Bulletins blancs                                 | Bulletins blancs                     | 2 692                     | 1,81                      | 9 600                    | 7,35                     |
| Bulletins nuls                                   | Bulletins nuls                       | 1 761                     | 1,18                      | 6 808                    | 5,21                     |
| Suffrages exprimés                               | Suffrages exprimés                   | 144 534                   | 97,01                     | 114 293                  | 87,45                    |
|                                                  |                                      |                           |                           |                          |                          |
| Étiquette politique                              | Étiquette politique                  | Voix                      | % des exprimés            | Voix                     | % des exprimés           |
|                                                  |                                      |                           |                           |                          |                          |
|                                                  | La République en marche              | 52 884                    | 36,59                     | 65 543                   | 57,34                    |
|                                                  | La France insoumise                  | 19 668                    | 13,61                     | 15 943                   | 13,94                    |
|                                                  | Parti socialiste                     | 16 803                    | 11,63                     |                          |                          |
|                                                  | Front national                       | 14 870                    | 10,29                     |                          |                          |
|                                                  | Les Républicains                     | 13 218                    | 9,15                      | 12 668                   | 11,08                    |
|                                                  | Parti communiste français/ADS        | 9 624                     | 6,66                      | 20 139                   | 17,62                    |
|                                                  | Union des démocrates et indépendants | 6 011                     | 4,16                      |                          |                          |
|                                                  | Écologiste                           | 5 706                     | 3,95                      |                          |                          |
|                                                  | Debout la France                     | 1 969                     | 1,36                      |                          |                          |
|                                                  | Extrême gauche                       | 1 202                     | 0,83                      |                          |                          |
|                                                  | Divers                               | 1 135                     | 0,79                      |                          |                          |
|                                                  | Divers droite                        | 762                       | 0,53                      |                          |                          |
|                                                  | Divers gauche                        | 682                       | 0,47                      |                          |                          |
| Source : Ministère de l'Intérieur - Haute-Vienne |                                      |                           |                           |                          |                          |

### Résultats par circonscription

#### Première circonscription
Député sortant : Alain Rodet (Parti socialiste).
|                                                                                 |                                                                               |                           |                           |                          |                          |
|                                                                                 |                                                                               | Premier tour 11 juin 2017 | Premier tour 11 juin 2017 | Second tour 18 juin 2017 | Second tour 18 juin 2017 |
|                                                                                 |                                                                               |                           |                           |                          |                          |
|                                                                                 |                                                                               | Nombre                    | % des inscrits            | Nombre                   | % des inscrits           |
| Inscrits                                                                        | Inscrits                                                                      | 84 726                    | 100,00                    | 84 743                   | 100,00                   |
| Abstentions                                                                     | Abstentions                                                                   | 38 591                    | 45,55                     | 44 273                   | 52,24                    |
| Votants                                                                         | Votants                                                                       | 46 135                    | 54,45                     | 40 470                   | 47,76                    |
|                                                                                 |                                                                               |                           | % des votants             |                          | % des votants            |
| Bulletins blancs                                                                | Bulletins blancs                                                              | 833                       | 1,81                      | 2 553                    | 6,31                     |
| Bulletins nuls                                                                  | Bulletins nuls                                                                | 550                       | 1,19                      | 2 009                    | 4,96                     |
| Suffrages exprimés                                                              | Suffrages exprimés                                                            | 44 752                    | 97,00                     | 35 908                   | 88,73                    |
|                                                                                 |                                                                               |                           |                           |                          |                          |
| Candidat Étiquette politique (partis et alliances)                              | Candidat Étiquette politique (partis et alliances)                            | Voix                      | % des exprimés            | Voix                     | % des exprimés           |
|                                                                                 |                                                                               |                           |                           |                          |                          |
|                                                                                 | Sophie Beaudouin-Hubière La République en marche                              | 16 344                    | 36,52                     | 19 965                   | 55,60                    |
|                                                                                 | Danielle Soury La France insoumise                                            | 7 052                     | 15,76                     | 15 943                   | 44,40                    |
|                                                                                 | Sarah Gentil Les Républicains (Union des démocrates et indépendants)          | 5 915                     | 13,22                     |                          |                          |
|                                                                                 | Laurent Lafaye Parti socialiste                                               | 5 140                     | 11,49                     |                          |                          |
|                                                                                 | Nathalie Gérard Front national                                                | 4 822                     | 10,77                     |                          |                          |
|                                                                                 | Francis Dauliac Parti communiste français (Alternative démocratie socialisme) | 1 600                     | 3,58                      |                          |                          |
|                                                                                 | Jean-Louis Pagès Europe Écologie Les Verts                                    | 1 563                     | 3,49                      |                          |                          |
|                                                                                 | Martin Forst Divers gauche                                                    | 682                       | 1,52                      |                          |                          |
|                                                                                 | Gérard Charollois Écologiste (Mouvement 100 % - Forces du vivant)             | 547                       | 1,22                      |                          |                          |
|                                                                                 | Nandrianina Ramasondrano Debout la France                                     | 480                       | 1,07                      |                          |                          |
|                                                                                 | Élisabeth Faucon Lutte ouvrière                                               | 380                       | 0,85                      |                          |                          |
|                                                                                 | Suraj Sukhdeo Divers (Union populaire républicaine)                           | 227                       | 0,51                      |                          |                          |
| Source : Ministère de l'Intérieur - Première circonscription de la Haute-Vienne |                                                                               |                           |                           |                          |                          |

#### Deuxième circonscription
Député sortant : Daniel Boisserie (Parti socialiste).
|                                                                                 |                                                                             |                           |                           |                          |                          |
|                                                                                 |                                                                             | Premier tour 11 juin 2017 | Premier tour 11 juin 2017 | Second tour 18 juin 2017 | Second tour 18 juin 2017 |
|                                                                                 |                                                                             |                           |                           |                          |                          |
|                                                                                 |                                                                             | Nombre                    | % des inscrits            | Nombre                   | % des inscrits           |
| Inscrits                                                                        | Inscrits                                                                    | 97 462                    | 100,00                    | 97 461                   | 100,00                   |
| Abstentions                                                                     | Abstentions                                                                 | 41 328                    | 42,40                     | 47 463                   | 48,70                    |
| Votants                                                                         | Votants                                                                     | 56 134                    | 57,60                     | 49 998                   | 51,30                    |
|                                                                                 |                                                                             |                           | % des votants             |                          | % des votants            |
| Bulletins blancs                                                                | Bulletins blancs                                                            | 1 099                     | 1,96                      | 3 254                    | 6,51                     |
| Bulletins nuls                                                                  | Bulletins nuls                                                              | 709                       | 1,26                      | 2 396                    | 4,79                     |
| Suffrages exprimés                                                              | Suffrages exprimés                                                          | 54 326                    | 96,78                     | 44 348                   | 88,70                    |
|                                                                                 |                                                                             |                           |                           |                          |                          |
| Candidat Étiquette politique (partis et alliances)                              | Candidat Étiquette politique (partis et alliances)                          | Voix                      | % des exprimés            | Voix                     | % des exprimés           |
|                                                                                 |                                                                             |                           |                           |                          |                          |
|                                                                                 | Jean-Baptiste Djebbari-Bonnet La République en marche                       | 19 424                    | 35,75                     | 24 209                   | 54,59                    |
|                                                                                 | Pierre Allard Parti communiste français (Alternative démocratie socialisme) | 6 648                     | 12,24                     | 20 139                   | 45,41                    |
|                                                                                 | Hubert Hurard La France insoumise                                           | 6 366                     | 11,72                     |                          |                          |
|                                                                                 | Vincent Léonie Union des démocrates et indépendants (Les Républicains)      | 6 011                     | 11,06                     |                          |                          |
|                                                                                 | Annick Morizio Parti socialiste                                             | 5 827                     | 10,73                     |                          |                          |
|                                                                                 | Joëlle Crépet Front national                                                | 5 444                     | 10,02                     |                          |                          |
|                                                                                 | Lucien Coindeau Europe Écologie Les Verts                                   | 1 653                     | 3,04                      |                          |                          |
|                                                                                 | Camille Fleisch Debout la France                                            | 855                       | 1,57                      |                          |                          |
|                                                                                 | Philippe Madoumier Divers droite                                            | 762                       | 1,40                      |                          |                          |
|                                                                                 | Christèle Daversin Écologiste (Mouvement 100 %)                             | 627                       | 1,15                      |                          |                          |
|                                                                                 | Claudine Roussie Lutte ouvrière                                             | 422                       | 0,78                      |                          |                          |
|                                                                                 | Éva Di Battista Divers (Union populaire républicaine)                       | 287                       | 0,53                      |                          |                          |
| Source : Ministère de l'Intérieur - Deuxième circonscription de la Haute-Vienne |                                                                             |                           |                           |                          |                          |

#### Troisième circonscription
Député sortant : Catherine Beaubatie (Parti socialiste).
|                                                                                  |                                                                                  |                           |                           |                          |                          |
|                                                                                  |                                                                                  | Premier tour 11 juin 2017 | Premier tour 11 juin 2017 | Second tour 18 juin 2017 | Second tour 18 juin 2017 |
|                                                                                  |                                                                                  |                           |                           |                          |                          |
|                                                                                  |                                                                                  | Nombre                    | % des inscrits            | Nombre                   | % des inscrits           |
| Inscrits                                                                         | Inscrits                                                                         | 83 063                    | 100,00                    | 83 058                   | 100,00                   |
| Abstentions                                                                      | Abstentions                                                                      | 36 345                    | 43,76                     | 42 825                   | 51,56                    |
| Votants                                                                          | Votants                                                                          | 46 718                    | 56,24                     | 40 233                   | 48,44                    |
|                                                                                  |                                                                                  |                           | % des votants             |                          | % des votants            |
| Bulletins blancs                                                                 | Bulletins blancs                                                                 | 760                       | 1,63                      | 3 793                    | 9,43                     |
| Bulletins nuls                                                                   | Bulletins nuls                                                                   | 502                       | 1,07                      | 2 403                    | 5,97                     |
| Suffrages exprimés                                                               | Suffrages exprimés                                                               | 45 456                    | 97,30                     | 34 037                   | 84,60                    |
|                                                                                  |                                                                                  |                           |                           |                          |                          |
| Candidat Étiquette politique (partis et alliances)                               | Candidat Étiquette politique (partis et alliances)                               | Voix                      | % des exprimés            | Voix                     | % des exprimés           |
|                                                                                  |                                                                                  |                           |                           |                          |                          |
|                                                                                  | Marie-Ange Magne La République en marche                                         | 17 116                    | 37,65                     | 21 369                   | 62,78                    |
|                                                                                  | Guillaume Guérin Les Républicains (Union des démocrates et indépendants)         | 7 303                     | 16,07                     | 12 668                   | 37,22                    |
|                                                                                  | Pierre-Edouard Pialat La France insoumise                                        | 6 250                     | 13,75                     |                          |                          |
|                                                                                  | Catherine Beaubatie (députée sortante) Parti socialiste                          | 5 836                     | 12,84                     |                          |                          |
|                                                                                  | Vincent Gérard Front national                                                    | 4 604                     | 10,13                     |                          |                          |
|                                                                                  | Isabelle Couturier Parti communiste français (Alternative démocratie socialisme) | 1 376                     | 3,03                      |                          |                          |
|                                                                                  | Marcel Bayle Europe Écologie Les Verts                                           | 1 316                     | 2,90                      |                          |                          |
|                                                                                  | Christophe Joulia Debout la France                                               | 634                       | 1,39                      |                          |                          |
|                                                                                  | Daniel Mournetas Lutte ouvrière                                                  | 400                       | 0,88                      |                          |                          |
|                                                                                  | Amandine Cassegrain Divers (Parti animaliste)                                    | 366                       | 0,81                      |                          |                          |
|                                                                                  | Isabelle Falipou Divers (Union populaire républicaine)                           | 255                       | 0,56                      |                          |                          |
| Source : Ministère de l'Intérieur - Troisième circonscription de la Haute-Vienne |                                                                                  |                           |                           |                          |                          |